# Historia de Song
La Historia de Song o Song Shi (Sòng Shǐ) es uno de los documentos históricos oficiales chinos conocidos como las Veinticuatro Historias de China que registran la historia de la dinastía Song (960–1279 d. C.). Se encargó escribir en 1343 y se compiló bajo la dirección del ministro Toqto'a y el primer ministro Alutu (阿鲁图/阿魯圖) durante la dinastía Yuan (1279–1368 d. C.) al mismo tiempo como la Historia de Liao y la Historia de Jin. Con un total de 496 capítulos, la Historia de Song incluye biografías de los emperadores Song junto con registros contemporáneos y bocetos biográficos de los políticos, soldados y filósofos de la dinastía Song.

## Proceso de publicación
Kublai Khan aprobó una propuesta de Liu Bingzhong y Wang E 王 鹗 (1190-1273) para la compilación de registros históricos de las dinastías Song, Jin y Liao, pero el esfuerzo de compilación se detuvo por  tiempo. En marzo de 1343, el tercer año de Ukhaantu Khan, emperador Huizong de la era Zhizheng de Yuan (至正 年号), un edicto imperial ordenó la creación de historias de las dinastías Song, Liao y Jin. 
Bajo la supervisión general de Toktogan, Temür Daš (Tiemuertashi chino 铁 木 儿 塔 识 / 鐵 木 兒 塔 識), He Weiyi, (贺 惟一 / 賀 惟一), Zhang Qiyan (张 起 岩 / 張 起 巖), Ouyang Xuan (欧阳 玄 /歐陽 玄) Li Haowen (李 好 文), Wang Yi (王 沂) y Yang Zongduan (楊宗 端) se encargaron del proyecto con Woyuluntu (斡 玉 伦 徒 / 斡 玉 倫 徒), Taibuhua (泰 不 华 / 泰 不華), Yu Wenzhuan (于 文 传 / 于 文 傳), Gong Shidao (贡 师 道 / 貢 師 道), Yu Que (余 阙 / 餘 闕), Jia Lu (贾鲁 / 賈魯) Wei Su (危 素) y otros 23 reconocidos historiógrafos. Toktogan renunció en mayo de 1344 para ser reemplazado en el proyecto por el primer ministro Alutu, a pesar de que este último no estaba familiarizado con los caracteres chinos. El último libro tardó solo dos años y medio en producirse y se publicó en la provincia de Zhejiang en 1346, el sexto año de la era de Zhizheng.

## Contenido
La Historia de Song con sus 496 capítulos es la más grande de las 24 Historias Dinásticas. Contiene 47 capítulos de biografías imperiales, 162 capítulos que cubren los registros de la dinastía Song (志 / 誌 Zhì), 32 capítulos de tablas (que muestran genealogía, etc.) y 255 capítulos de biografías históricas. Una obra de enorme amplitud, la Historia de Song contiene más de 2.000 biografías históricas individuales, más del doble que el Libro de Tang que narra la historia de la dinastía Tang. En la sección del libro que cubre los registros de la dinastía Song, hay quince categorías distintas: astronomía, el sistema de cinco fases conocido como Wu Xing, el calendario legal (律 历 / 律 曆), geografía, ríos y otras vías fluviales, ritos confucianos, música, armamento ceremonial y guardaespaldía (仪 卫 / 儀 衛), vestimenta militar (舆服 / 輿服), elecciones, cargos gubernamentales, bienes de consumo, el ejército y castigo junto con arte y cultura. 
En total, estos capítulos constituyen un tercio del trabajo. La sección de biografías históricas de la Historia de Song no tiene rival en ninguna de las otras Historias Dinásticas; Hay descripciones detalladas de las estructuras de gobierno de Song desde el nivel central hasta el nivel local. Las secciones que cubren bienes de consumo y el ejército también están bien escritas con mucho más detalle que las que se encuentran en las otras historias dinásticas. Los catorce capítulos sobre bienes de consumo contienen siete veces la cantidad de información que los capítulos correspondientes del Libro de Tang. Un total de siete capítulos contienen biografías de traidores y rebeldes, incluidos Cai Jing, Huang Qianshan (黃 潛 善), Qin Kuai, Zhang Bangchang (張邦昌) y Liu Yu (劉豫), mientras que los cuatro capítulos sobre académicos confucianos presentan a personas Zhou Dunyi, Cheng Hao, Cheng Yi, Zhang Zai y Zhu Xi.
Chien incluye una traducción al inglés del tratado sobre el monopolio de la sal contenido en los volúmenes 181-183. Este tratado es el más grande de los tratados en la sección de Finanzas y Economía (食 貨). Chien también incluye mapas en inglés correspondientes a las principales regiones administrativas descritas en los volúmenes 85-90 que comprenden la sección Geografía (地理).

## Evaluación
La ideología detrás de la Historia de Song es la del neoconfucianismo, con cobertura de las doctrinas confucianas de lealtad, rectitud y ética con respecto a los conocidos académicos Zhou Dunyi, Cheng Hao, Cheng Yi, Zhang Zai y Zhu Xi, entre otros. No menos de 278 individuos aparecen en la sección sobre lealtad y justicia (忠義 傳 Zhōngyì Zhuàn). El historiador de la dinastía Qing Qian Daxin (錢 大 昕) dijo una vez: «La Historia de Song estima el neoconfucianismo, especialmente la escuela de Zhu Xi». Su compilación sigue los principios de la vida confuciana. La lógica y el lenguaje finos se utilizan para transmitir la moral mientras se evita el utilitarismo. El estilo del libro también es muy considerado y considerado un ejemplo modelo. Las Reformas Xining de Wang Anshi (熙寧 變法) son rechazadas por la Historia de Song, mientras que los activistas de la reforma política, incluidos Lu Huiqing (呂惠卿), Zeng Bu (曾 布) y Zhang Dun (章惇) aparecen en la sección sobre traidores y rebeldes, Sin embargo, Shi Miyuan (史彌遠), a pesar de su participación en el posible envenenamiento del emperador Ningzong de Song, no figura en esta sección ni en toda la historia de Song. El famoso general Wang Jianzai (王堅 在), independientemente de su valiente historial de combate, también se omite, al igual que muchas otras personas involucradas en las derrotas mongolas de los Song.
A pesar de que tanto la Historia de Song como la Historia de Jin se completan al mismo tiempo, son diferentes en muchos aspectos. La Historia de Song registra a Yue Fei saliendo victorioso de cada batalla con la dinastía Jin, sin embargo, la Historia de Jin apenas menciona la captura del Emperador Taizu de Jin de Bozhou, Shunchangfu (顺昌 府), Ruzhou y Songzhou (嵩 州) cuando Yue Fei y otros comandantes se retiraron de la batalla. La información en la Historia de Song sobre Yue Fei proviene de un trabajo de su descendiente Yue Ke (岳珂) Eguo Jintuo Zuibian (鄂 國 金 佗 稡 编 literalmente: Registro de Jin en Hubei), cuya fiabilidad es cuestionada por algunas fuentes, por ejemplo, si la Batalla de Yancheng (郾城 之 戰) realmente fue una gran victoria para los Song y si la afirmación sobre las doce medallas de oro de Yue Fei es cierta. Además, queda la cuestión de si las tropas de Yu Fei dejaron a la gente ilesa, como a veces se afirma. El poeta e historiador de la dinastía Qing Zhao Yi (趙翼) cubre esto en sus Veintidós bocetos históricos (二 十二 史 劄記) en una sección sobre observaciones sobre los ejércitos Song y Jin (宋金 用兵 需 參觀 二 史).
Debido a que la Historia de Song  se preparó rápidamente y es el trabajo de muchas ediciones, contiene una serie de errores y contradicciones inevitables; por ejemplo, un individuo con dos entradas biográficas como Li Xijing (李熙靖) que aparece en el capítulo 116 de la sección de biografías históricas y luego nuevamente en el capítulo 222. El trabajo también cubre en detalle las dinastías Song del Norte y del Sur Temprano con solo un resumen de más tarde, dinastía Song del Sur. Hay más biografías de individuos del período de los Song del norte, por ejemplo, Wenyuan Zhuan (文苑 傳) cubre un total de 96 personas, de las cuales solo 11 son de la era Song del sur. La Historia de Song también se considera la más desordenada de las 24 historias dinásticas. Zhao Yi comenta: «Cuando la dinastía Yuan escribió la Historia de Song derrocada, probablemente solo organizaron textos Song preexistentes». La colección de libros de la dinastía Qing Siku Quanshu (四庫 全書 總 目) dice que «el propósito principal de la Historia de Song es como un homenaje a los emperadores Song y su confucianismo. No se presta atención a otros asuntos, por lo que hay una gran cantidad de errores». En 1977, Zhonghua Publishing emitió una nueva versión de la Historia de Song con correcciones a la puntuación.

## Influencia
Desde el momento de su publicación, sucesivas dinastías han producido comentarios sobre la Historia de Song. En 1546, el autor de la dinastía Ming Wang Zhu (王 洙) completó su Suplemento de 100 capítulos sobre la historia de lSong, seguido en 1561 por Ke Weiqi (柯維祺) 200 capítulos Songshi Xinbian (宋史 新編) y los 250 capítulos Songshi Ji (宋 史記) escrito por Wang Weijian (王 惟 儉). Durante la dinastía Qing, Chen Huangzhong (陳 黃 中) escribió el Songshi Gao (宋史 稿) con 219 capítulos, mientras que Chen Xinyuan (陸心源) produjo el capítulo 40 Songshi Yi (宋史 翼). En Corea, Li Suan (李 算) de la dinastía Joseon (1392-1910 CE) escribió el Songshi Qian (宋史 筌) con 148 capítulos. Todas estas obras corrigen algunas de las deficiencias de la Historia de Song, pero no sustituyen al original.
Durante los últimos años del emperador Qing Qianlong (r. 1735-1796 CE), el historiador Shao Jinhan (邵晉涵) junto con Qian Daxin (錢 大 昕) y Zhang Xuecheng (章學誠) trabajaron duro para renovar la Historia de Song. Shao produjo su bosquejo biográfico de los Song del sur (南 都 事略) y luego volvió a trabajar en la Historia de Song, pero murió antes de que se completara.